# Веттори, Франческо (антикварий)
Франческо Веттори (итал. Francesco Vettori, латинизированный Franciscus Victorius; 1693, Спелло, Умбрия — 10 мая 1770, Рим) — итальянский антиквар, почти самоучка.

## Биография
Веттори с юных лет пристрастился к изучению памятников старины, которыми был богат родной его город Испелло (Спелло), благодаря этому он приобрел уменье дешифрировать самые трудные надписи, а затем, при содействии своего покровителя кардинала Просперо Ламбертини, изучил нумизматику и глиптографию. 
Когда Ламбертини был избран Папой под именем Бенедикта XIV (1740), он немедленно назначил Веттори директором Ватиканского музея, и последний пробыл в этой должности до самой смерти. 

## Бибилография
Он оставил после себя много серьёзных сочинений, отпечатанных в Риме: «Veteris gemmae ad christianum usum explanatio» (1732), «Nummus aureus veterum christianorum» (1737), «Dissertatio glyptographica» (1737), «De vetustate et forma manogrammatis nominis Jesu» (1747), «Dissertatio apologetica de quibusdam Alexandri Severi numismatibus» (1749) и «Le culte de Cybè le chez les anciens» (1753).